# Tecla Merlo
Tecla Merlo (20 février 1894 - 5 février 1964) est une religieuse catholique italienne, cofondatrice et première supérieure générale de la congrégation des Filles de Saint-Paul. La cause pour sa béatification étant engagée et l'héroïcité de ses vertus étant reconnue, l'Église catholique lui a déjà décerné le titre de vénérable.

## Biographie
Teresa Merlo, de son nom de baptême, naît à Castagnito, près de Cuneo, en Italie, le 20 février 1894. Après une tentative de vie religieuse qui échouera à cause de sa santé fragile, elle rejoint un groupe de jeunes filles qui font de la couture. À l'âge de vingt ans, c'est par l'intermédiaire de son frère, séminariste, qu'elle rencontre Giacomo Alberione. Il vient alors de se lancer dans un audacieux projet d'apostolat, visant à se servir des nouveaux moyens de communications pour propager l'Évangile. Teresa accepte de participer à la fondation de la branche féminine, qui deviendra l'Institut des Filles de Saint-Paul. 
En 1922, Teresa et ses compagnes font leur profession religieuse en privée. C'est à ce moment-là qu'elle prend le nom de sœur Tecla, en référence à la première disciple de saint Paul. Don Alberione la désigne comme supérieure générale du tout nouvel institut. Comme lui, elle fait preuve d'un grand enthousiasme pour l'évangélisation, qui sera le moteur de ses activités. Elle avait écrit : « Prêtons nos pieds à l'Évangile pour qu'il courre et se propage partout dans le monde. [...] Je voudrais avoir mille vies pour les consacrer toutes à ce noble apostolat ». 
À partir de 1936, Mère Tecla commence une longue série de voyages à travers le monde, parcourant l'Europe, l'Amérique, l'Asie et l'Afrique pour implanter de nouvelles maisons et visiter ses religieuses qui sont de plus en plus nombreuses. À sa mort, il y aura 24 maisons et 2 000 sœurs répandues à travers cinq continents, résultat de son énergie débordante. Dans le même temps, elle forma jusqu'à sa mort les jeunes religieuses, les encourageant dans leur vocation apostolique. D'ailleurs, pendant la fête de la Sainte-Trinité en 1961, elle fait l'offrande de sa vie pour que toutes ses religieuses deviennent des saintes. Après une dernière maladie, elle meurt près de Rome le 5 février 1964, dans la clinique Regina Apostolorum, qu'elle avait fondé. Quelques semaines avant sa mort, elle avait été reçue par le pape Paul VI qui lui témoigna de son admiration.

## Béatification et canonisation
Jouissant d'une réputation de sainteté, la dépouille de Mère Tecla est transférée dès 1967 dans la basilique Santa Maria Regina degli Apostoli alla Montagnola, pour être exposée à la vénération des fidèles.
Après une enquête informative, la cause pour la béatification et la canonisation de Tecla Merlo débute le 25 février 1982 à Albano Laziale. L'enquête diocésaine est envoyée à Rome le 18 décembre 1987, afin d'y être étudiée par la Congrégation pour les causes des saints. Le 22 janvier 1991, le pape Jean-Paul II reconnaît l'héroïcité des vertus de Mère Tecla, lui attribuant ainsi le titre de vénérable. C'est la première étape pour qu'elle soit proclamée sainte. 
Le 27 septembre 1996, une étude sur un présumé miracle obtenu par l'intercession de Mère Tecla est envoyée à Rome. Le 16 décembre 1999, les médecins de la Congrégation pour les causes des saints reconnaissent l'authenticité de cette guérisons inexpliquée. Il reste l'avis des théologiens et des ecclésiastiques sur le sujet pour que le pape puisse signer le décret de béatification. Quand cela sera accompli, Mère Tecla pourra être proclamée bienheureuse.